# جونيور دوترا
جونيور دوترا (بالبرتغالية: Sérgio Dutra Junior‏) (25 أبريل 1988 في سانتوس، ساو باولو في البرازيل – )؛ هو لاعب كرة قدم كان يلعب كمهاجم في نادي كورينثيانز .

## وصلات خارجية
- جونيور دوترا على موقع رابطة كرة القدم اليابانية للمحترفين (اليابانية)
- جونيور دوترا على موقع قاعدة بيانات كرة القدم.إي يو (الإنجليزية)
- جونيور دوترا على موقع Soccerway.com (الإنجليزية)
- جونيور دوترا على موقع عالم كرة القدم.نت (الإنجليزية)
- جونيور دوترا على موقع AS.com (الإسبانية)